# ليز موراي
ليز موراي (بالإنجليزية: Liz Murray)‏ هي عالمة نفس وكاتِبة أمريكية، ولدت في 23 سبتمبر 1980 في ذا برونكس في الولايات المتحدة.

## روابط خارجية
- ليز موراي على موقع IMDb (الإنجليزية)